# RegioPost Pfalz
RegioPost Pfalz (offizieller Name: Regio Post Pfalz GmbH & Co. KG) war von 2000 bis 2018 ein regionales Postunternehmen mit Sitz in Ludwigshafen am Rhein.

## Geschichte
Die RegioPost Pfalz wurde mit der Abschaffung des Briefmonopols der Deutschen Post im Oktober 2000 gegründet. Das Zustellgebiet umfasste fast das gesamte Gebiet der Postleitregion 67 sowie Teile der Postleitregionen 76 und 66. Neben der Pfalz gehörte somit z. B. auch die Stadt Worms zum Zustellgebiet.
Die Regio Post Pfalz stellte Ende Februar 2018 den Geschäftsbetrieb ein. Aus verschiedenen Gründen seien in den vergangenen vier Jahren negative Ergebnisse in Millionenhöhe aufgelaufen, sagte Geschäftsführer Daniel Götz der Tageszeitung Rheinpfalz.

## Dienstleistungen
Die RegioPost Pfalz bot die Zustellung von Briefen und Paketen aller Art, einschließlich die Zustellung von Postzustellungsurkunden im Auftrag von Behörden, an. Die Briefe wurden entweder beim Kunden gegen eine monatliche Grundgebühr abgeholt oder an Servicestellen, die in der ganzen Pfalz verteilt waren, entgegengenommen; eigene Briefkästen betreibt das Unternehmen nicht. Das Unternehmen gab eigene Briefmarken heraus.